# Браманте представляє папі римському молодого Рафаеля
Браманте представляє папі римському молодого Рафаеля (англ. Bramante Presenting Raphael to Pope Julius II) — театралізована картина на історичну тематику доби еклектики, яку створив 1836 року художник Йоганес Рейпенгаузен (1788—1860).

## Естетичне підґрунтя
Як відомо, 19 століття не виробило власного великого стилю на кшталт попередніх епох. Тому активно експлуатувало пізній класицизм і його офіційний різновид академізм. І класицизм, і академізм контрастували з новітніми пошуками в образотворчому мистецтві і в літературі, а протистояння загострилося з появою прихильників сентименталізму, романтизму, реалізму середини 19 ст. Ідейна криза академізму 19 ст. усвідомлювалася все більше. Показовими були карикатури на класицистів в періодичних виданнях, загострення полеміки між прибічниками різних таборів, поява книги « Комічна історія Стародавнього Риму», де осміяні вочевидь набридлі римляни. Нездатність пізнього класицизму і ампіру адекватно відповідати на нові виклики дійсності робило їх анахронічними і консервативними. Пристрасне вивчення минулих стилів попри академізм призвело до появи неоготики, неорококо, необароко,неоренесансу в архітектурі. Еклектика (суміш історичних стилів) захопила не тільки архітектуру середини 19 ст, а і живопис , декоративно-ужиткове мистецтво і театр. В театрі і живопису домінують історичні сюжети. Особливо старанно історичну тематику в живопису розробляють другорядні майстри як реакцію на політичну нестабільність в країні (як у Франції та в Російській імперії), як реакцію на задушливу атмосферу німецьких князівств тощо. Низка майстрів в різних країнах десятками створює театралізовано історичні сцени (Джорджо Шерер «Художник Корреджо і настоятелька монастиря Джованна Пьяченца», Йозеф Хендрік Губерт Ліс «Христофор Колумб перед іспанськими королями Фердинандом і Ізабелою», Ніколя Франсуа Тассар «Смерть Корреджо»). Особливо щасило недоторканним академічними авторитетам (Енгр «Король Франціск І біля помираючого Леонардо да Вінчі»). Низку картин на сюжети з життя Рафаеля Санті створив Йоганес Рейпенгаузен.

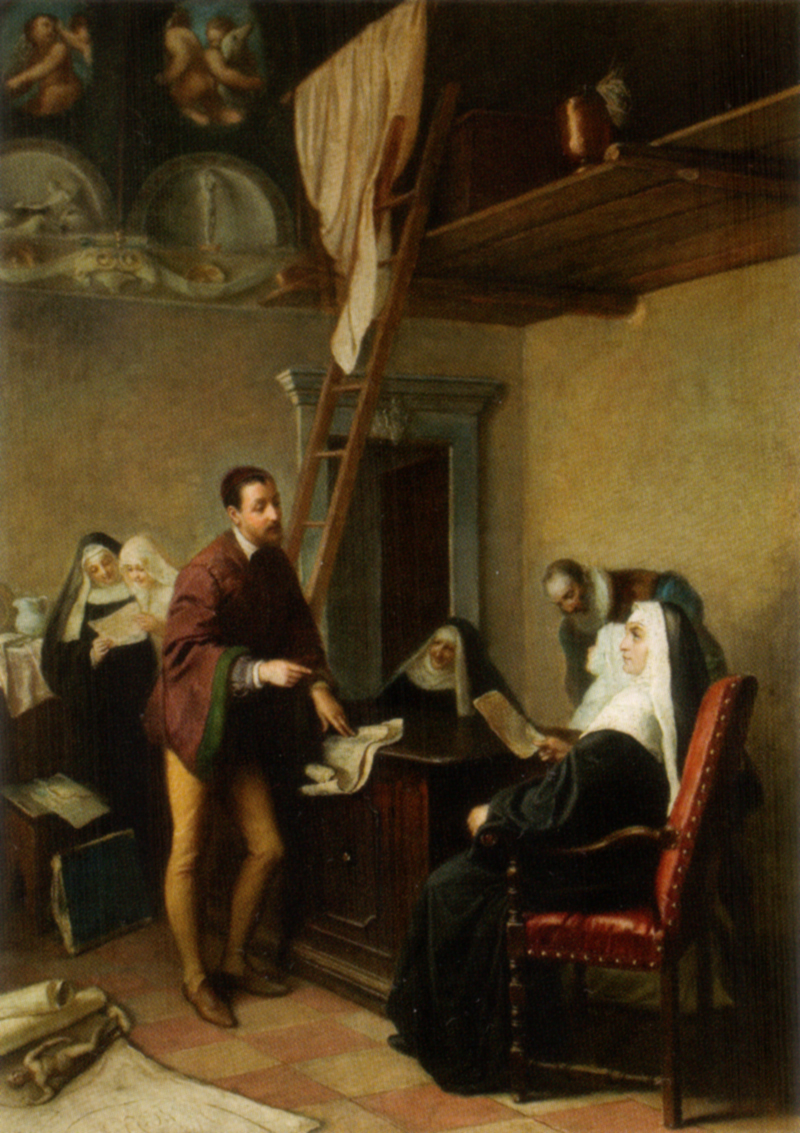
Джорджо Шерер. «Корреджо і настоятелька монастиря Джованна Пьяченца»
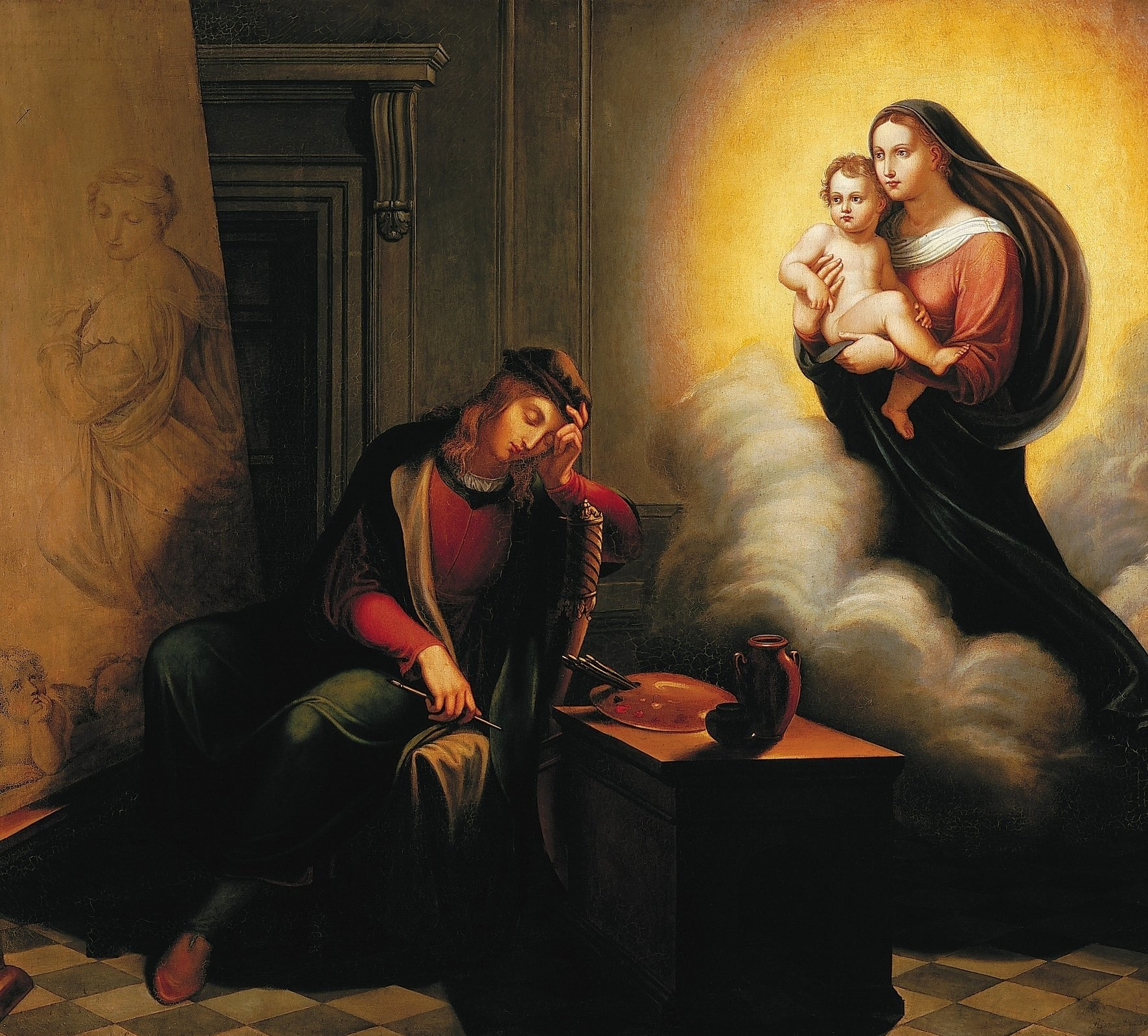
Йоганес Рейпенгаузен. «Видіння Рафелем Сикстинської мадонни», 1821 рік.
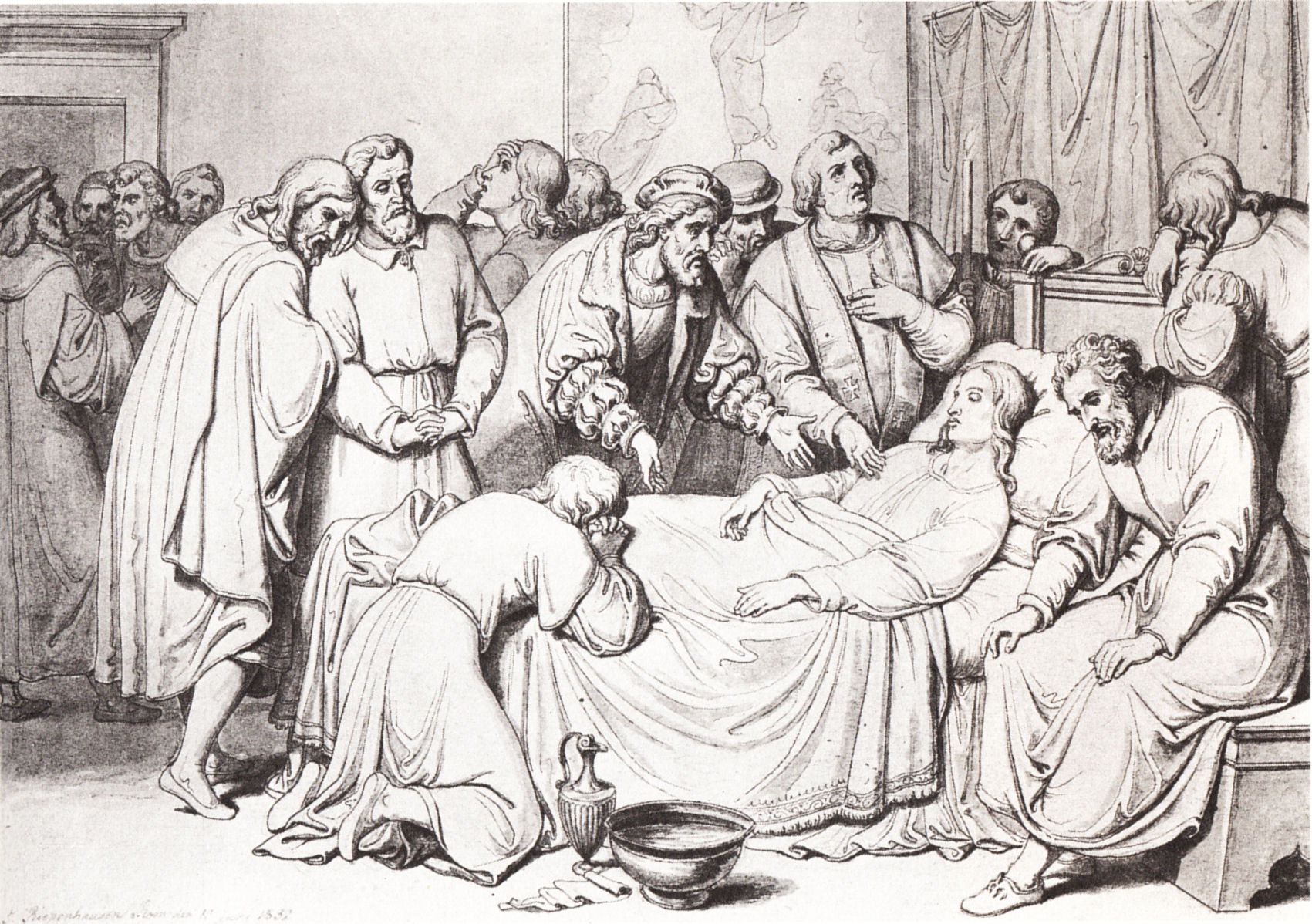
Йоганес Рейпенгаузен. «Смерть Рафаеля Санті», малюнок 1832 року.

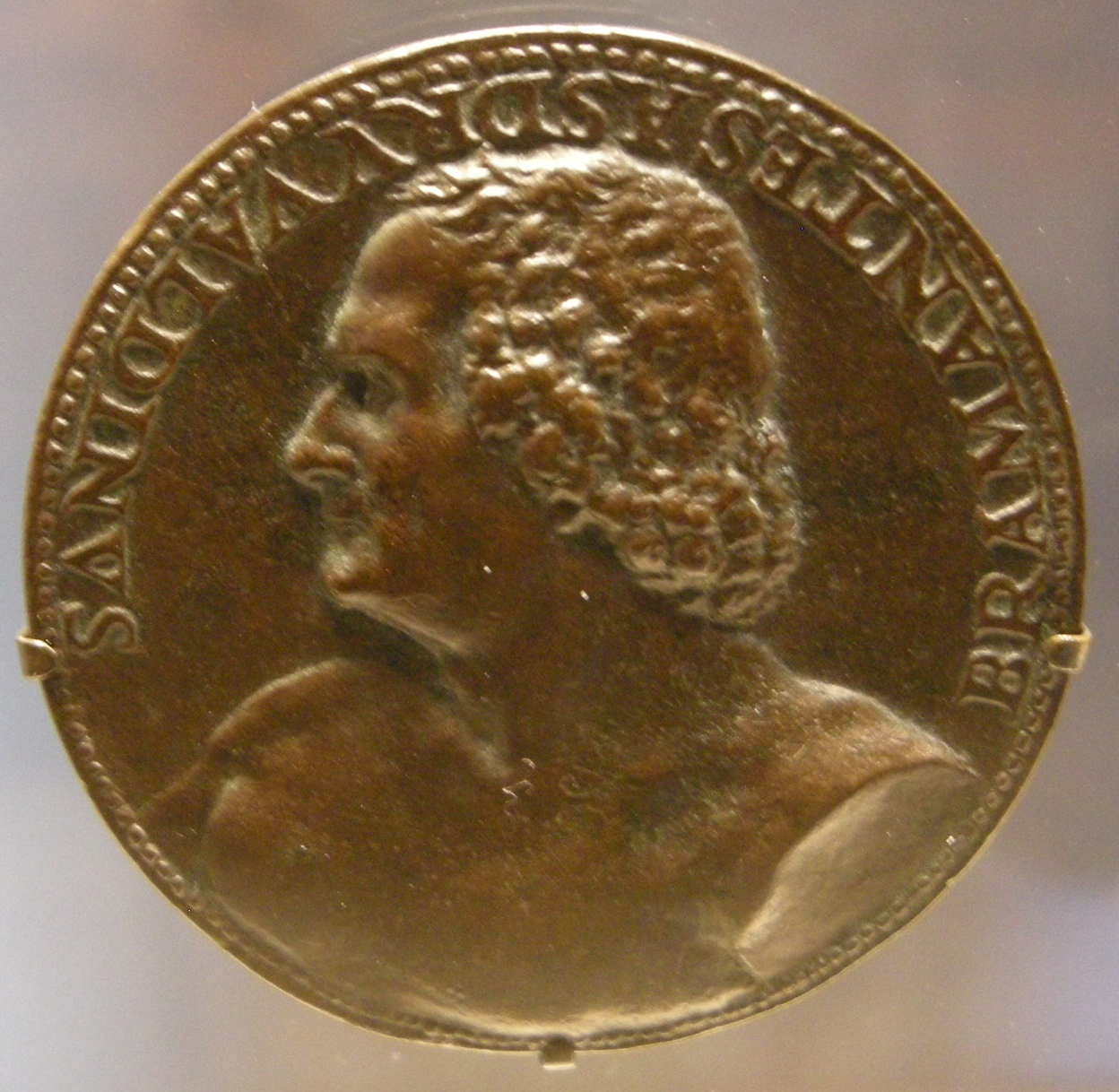
Медальєр Карадоссо, архітектор Донато Браманте, 1506 рік.

## Аналіз
Одна із картин цього циклу — «Браманте представляє папі римському молодого Рафаеля». Художник старанно вивчив всі відомі портрети папи римського Юлія ІІ, мецената Донато Браманте і самого Рафаеля. Портретних зображень Донато Браманте збережено дуже мало, але медаль із профільним зображення з уславленого архітектора доби відродження він знав і використав в картині. Сюжет простий і добре відтворений в назві твору. Але твір грішить ілюстративністю, неактуальністю до сучасності, анахронізмом. В ньому відбились археологічні розшуки митця в минулому, бажання попрацювати в стилістиці неоренесансу і втеча від бурхливих реалій 19 століття.
Добропорядна картина могла зацікавими хіба що вузьке коло прихильників академізму та школярів, котрих виховують на уславлених зразках і авторитетах минулого.